# Maria, Kleofas hustru

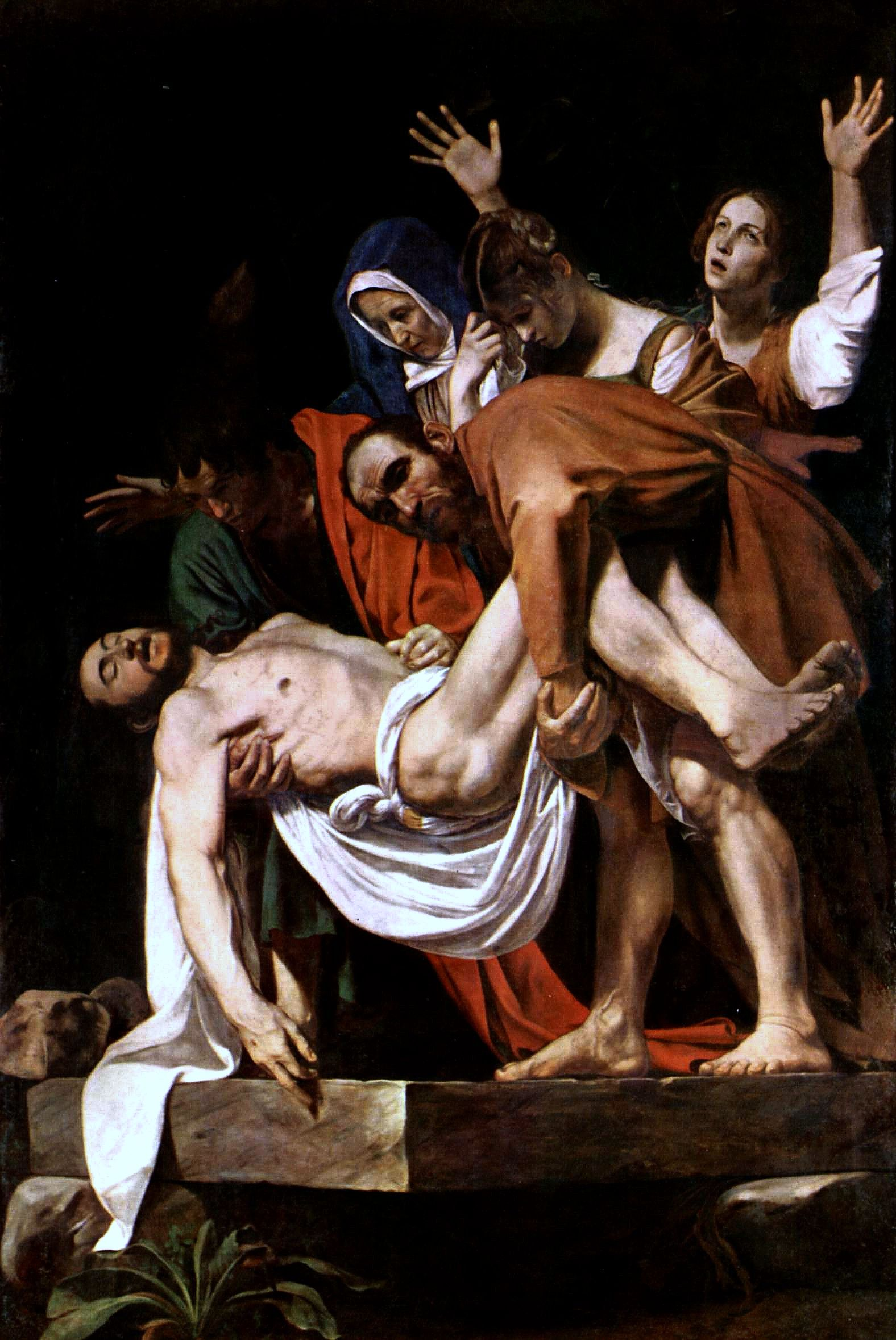
Kristi gravläggning av Caravaggio. Maria, Kleofas hustru, längst upp till höger, när Jesus tas ned från korset.

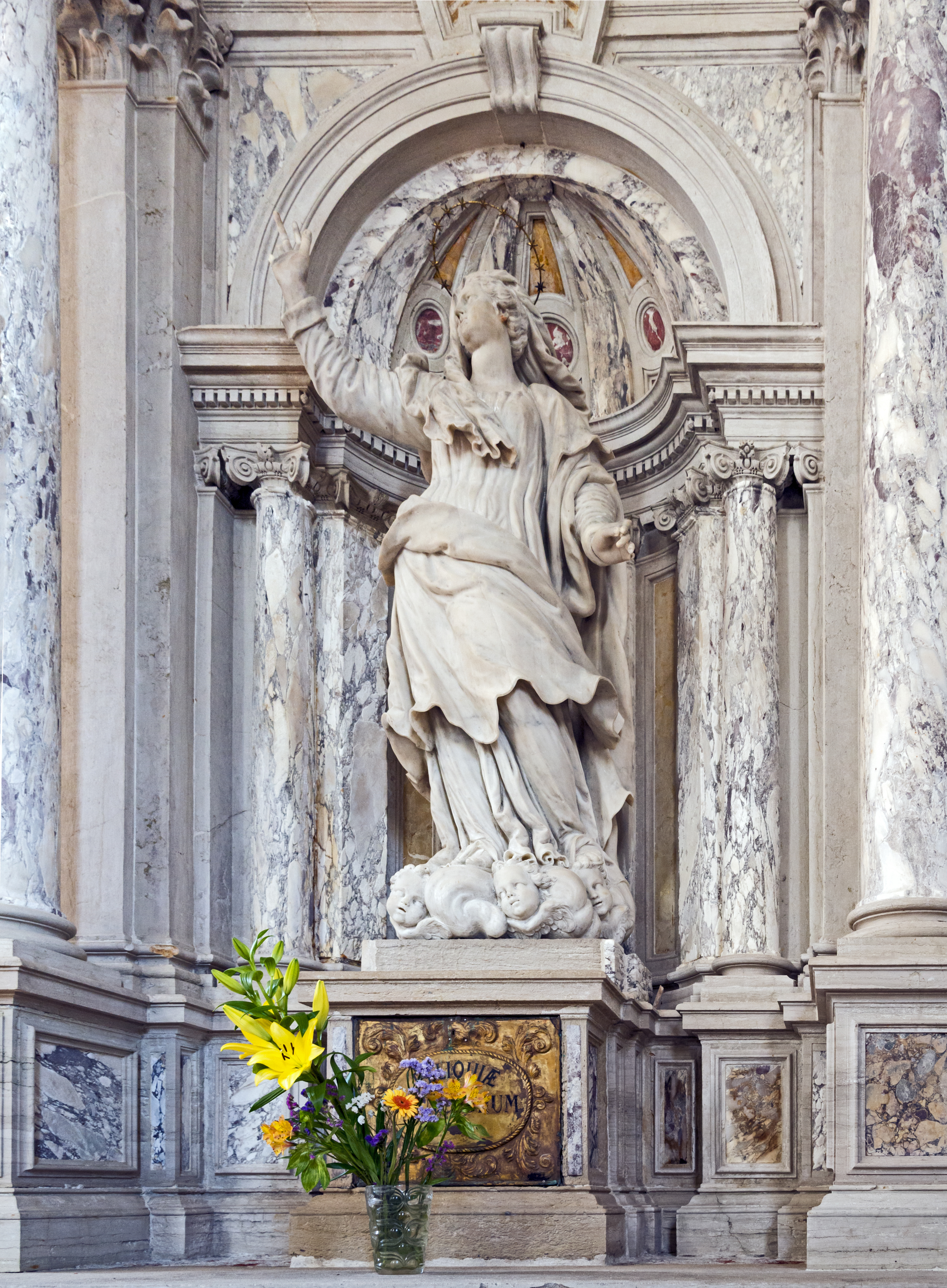
Maria, Kleofas hustru - Venedig

Maria, Kleofas hustru, är ett helgon som också är känt under namnen Maria av Kleofas, Maria Kleope och Maria Klopas. Hon fick tillnamnet eftersom hon var gift med Kleofas (Kleopas, Klopas), på hebreiska Alfeus, enligt katolsk tradition bror till Josef från Nasaret, Jesu styvfar och jungfru Marias make. Hon var mor till Jakob (Alfeus son), till vilken Kleofas (Alfeus) var styvfar.

## Maria, Kleofas hustru, i nya testamentet
I Johannesevangeliet står det att hon var Marias, Jesu mors, syster. Det har dock vanligtvis tolkats som släkting, alltså svägerska, vid översättningar.
Även Maria av Kleofas familj bodde i Nasaret och hon blev en av kvinnorna som följde Jesus. Hennes son Jakob blev en av de tolv apostlarna. Han kallas av evangelierna för Jesus bror, men även det har ansetts betyda släkting, det vill säga i det här fallet kusin genom adoption.
Maria av Kleofas nämns uttryckligen bland de kvinnor som stod tillsammans med Maria och Johannes under korset. Hon är tillsammans med bland annat Maria från Magdala och Maria Salome också en av myrrbärarna enligt Markusevangeliet. Det vill säga hon var en av dem som kom med salvor och oljor till graven för att smörja in den döde Jesus, men istället möter den ängel som berättar om uppståndelsen på påskdagens morgon.

## Enligt katolsk tradition
Enligt en kristen tradition var hon tillsammans med bland andra Maria från Magdala och Maria Salome med på en mirakulös båtresa till Provence. Båten landade i nuvarande staden Saintes-Maries-de-la-Mer, Heliga mariorna från havet, och Maria, Kleofas hustru, är alltså en av dessa marior. Enligt vissa legender stannar hon där men det berättas också att hon fortsätter till Spanien, där hon senare avlider i Ciudad Rodrigo.
Hennes minnesdag är den 9 april och tillsammans med de andra mariorna firas hon också den 25 maj. Hon avbildas med ett kärl för salvor eller ett glas med örter eftersom hon ses som en av myrrbärerskorna.